# Nicolae Arghirescu
Nicolae Arghirescu (22. ožujka 1864. – 1919.) je bio rumunjski general i vojni zapovjednik. Tijekom Prvog svjetskog rata zapovijedao je 19., te 6. divizijom.

## Vojna karijera
Nicolae Arghirescu rođen je 22. ožujka 1864. godine. Od 1884. godine pohađa Vojnu školu za pješaštvo i konjaništvo koju završava 1886. godine. Čin poručnika dostiže 1891. godine, u čin satnika promaknut je 1897. godine, dok je u čin bojnika unaprijeđen 1906. godine. Pohađa i Ratnu školu u Bukureštu. Godine 1910. promaknut je u čin potpukovnika, dok čin pukovnika dostiže 1912. godine. Tijekom karijere zapovijeda raznim jedinicama, između ostalog, 2. pješačkom pukovnijom i 7. pješačkom brigadom. Godine 1913. sudjeluje u Drugom balkanskom ratu, dok je 1916. promaknut u čin brigadnog generala.

## Prvi svjetski rat
Nakon ulaska Rumunjske u rat na strani Antante Arghirescu dobiva zapovjedništvo nad 19. divizijom. Navedena divizija nalazila se u sastavu 3. armije kojom je zapovijedao Mihail Aslan. Zapovijedajući 19. divizijom sudjeluje u Bitci kod Dobriča u kojoj, pokušavajući osloboditi Dobrič kojeg su zauzele bugarske snage, je pretrpio težak poraz. 
Arghirescu je 19. divizijom zapovijedao svega desetak dana jer ubrzo preuzima zapovjedništvo nad 6. divizijom kojom zapovijeda do kraja rata.  Zapovijedajući 6. divizijom ističe se u Bitci kod Marastija, nakon koje bitke sudjeluje i u Drugoj bitci kod Oituza.

## Poslije rata
Nicolae Arghirescu preminuo je 1919. godine u 55. godini života. Pokopan je u Mauzoleju Marasti.